# 黑水镇 (建平县)
黑水镇，是中华人民共和国辽宁省朝阳市建平县下辖的一个乡镇级行政单位。

## 行政区划
黑水镇下辖以下地区：
恒安社区、东台村、后山村、东升村、西南关村、一棵树村、黄杖子村、老爷庙村、安家楼村、大营子村、风水沟村、七贤营子村和兴隆沟村。